# تورجير لارسن
تورجير لارسن هو دبلوماسي وصحفي نرويجي، ولد في 2 يوليو 1967.